# باگ برش کاغذ
در سیستم‌عامل مبتنی بر لینوکس اوبونتو اشکال برش کاغذ (به انگلیسی: Paper cut bug) «یک حفرهٔ ثبات‌پذیر ناچیز است که کاربر متوسط با آن در نخستین روز نصب آخرین نگارشِ ویرایش دسکتاپ اوبونتو روبرو می‌شود» تعریف می‌شود. قابل مقایسه است با برش کاغذ؛ خفیف، آسیب جدی ندیدن، اما به‌طور شگفت‌آوری دردناک است. استفاده از این اصطلاح از آن زمان در دیگر پروژه‌های نرم‌افزاری گسترش یافته‌است.

## تاریخچه
نخستین کارزار «اشکال برش کاغذ» در ژوئن ۲۰۰۹ برگزار شد، و هر کدام از انتشارها با یک پروژه برش کاغذ همراه بودند. در ابتدا این پروژه قصد داشت توسعه‌دهندگان اوبونتو و کاربرانی را داشته‌باشد تا یک‌صد اشکال نرم‌افزاری کوچک که روی تجربهٔ کاربری اوبونتو تأثیر منفی می‌گذارد را شناسایی و برطرف کنند تا در انتشار اوبونتو ۹٫۱۰ (کوآلای کارمیک) قرار گیرد. این قصد چنین بود که این اشکال‌ها بیشتر از یک روز برای یک برنامه‌نویس شایسته کار نگیرد.
ده تا از نخستین برش‌های اصلیِ کاغذ اینها بودند:
1. تیره شدن فایل‌ها پس از بریدن و بعداً چسباندن آنها[۵]
2. گزینهٔ «به سطل زباله منتقل کن» گمراه‌کننده است[۶]
3. عبارت مبهم در جعبهٔ هشدار تأیید[۷]
4. نماد «بیرون انداختن/اتصال قطع کردن» در ناتیلوس باید وضعیت‌های شناور و کلیک داشته‌باشد[۸]
5. پوشه‌های پیش‌فرض داخل پوشهٔ خانگی (مانند اسناد و موسیقی) باید نمادهای ویژه داشته‌باشند[۹]
6. مدیر به‌روزرسانی باید از کار کردن لپ‌تاپ با باتری برای بروزرسانی‌های بزرگ هشدار دهد[۱۰]
7. آگاه‌سازی‌های «امن برای حذف» حجم همگام[۱۱]
8. زیر منوی «خلق سند» وقتی هیچ الگویی نصب نیست اضافی است[۱۲]
9. ناتیلوس نماد سفارشی به پوشهٔ «دریافتی‌ها» اختصاص نمی‌دهد[۱۳]
10. اتصال خودکار وای ـ فای گذرواژهٔ جاکلیدی می‌خواهد[۱۴]